# Тенерифе-Південний (аеропорт)
Міжнародний аеропорт Тенерифе-Південний (ісп. Aeropuerto de Tenerife Sur, (IATA: TFS, ICAO: GCTS) раніше відомий як Аеропорт Тенерифе-Південний імені Королеви Софії (ісп. El Aeropuerto Tenerife Sur Reina Sofia)  — міжнародний аеропорт, розташований на півдні острова Тенерифе,  є найбільшим з двох міжнародних аеропортів, розташованих на острові Тенерифе (інший — Тенерифе-Північний (аеропорт)). Другий за пасажирообігом на Канарських островах (після аеропорту Гран-Канарія). 

## Розташування
Аеропорт розташований у муніципалітеті Гранаділья-де-Абона. 

## Історія
Новий аеропорт було відкрито 6 листопада 1978 року Королевою Іспанії Софією, на честь якої було найменовано аеропорт.

## Наземний транспорт
Туристичний оператор TITSA пропонує сполучення з усіма частинами острова, лінія 343 з'єднує Південний аеропорт з аеропортом Тенерифе-Північний (TFN).

## Авіалінії та напрямки

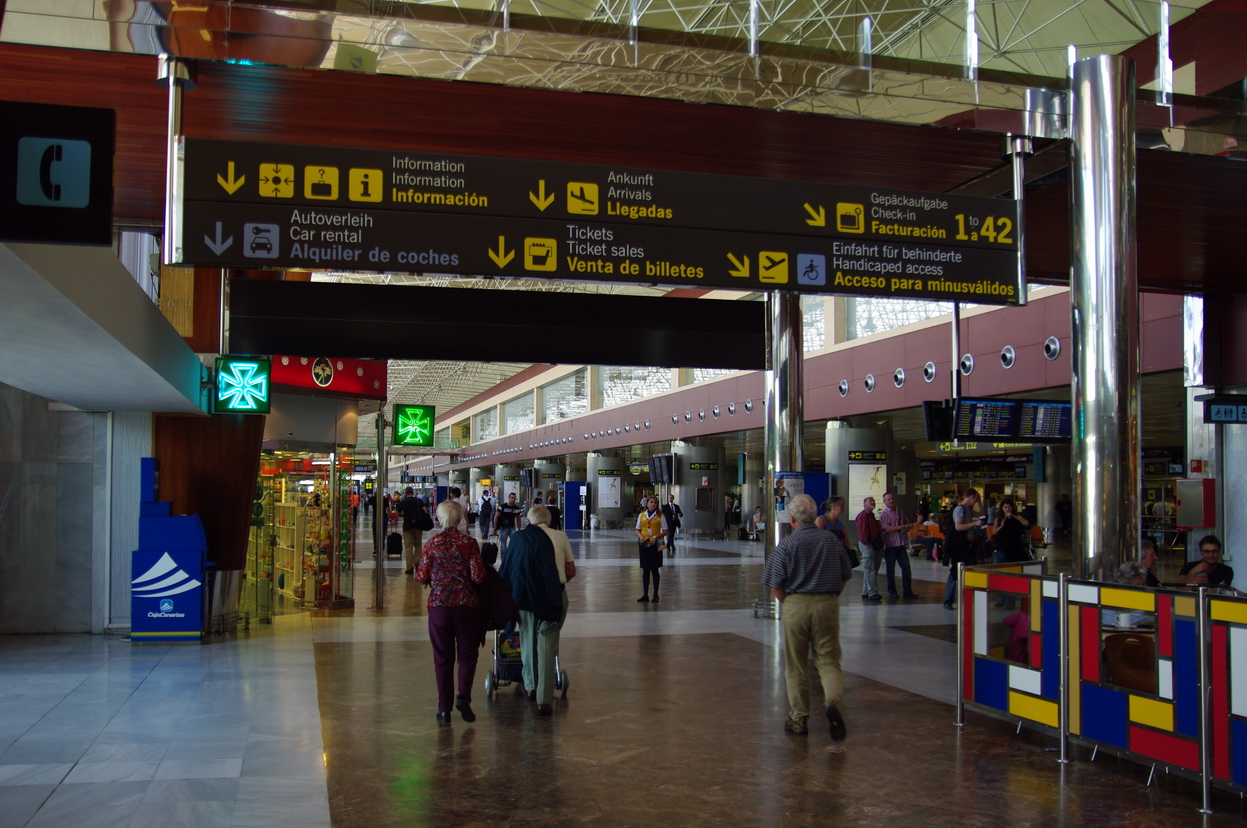
Головний зал

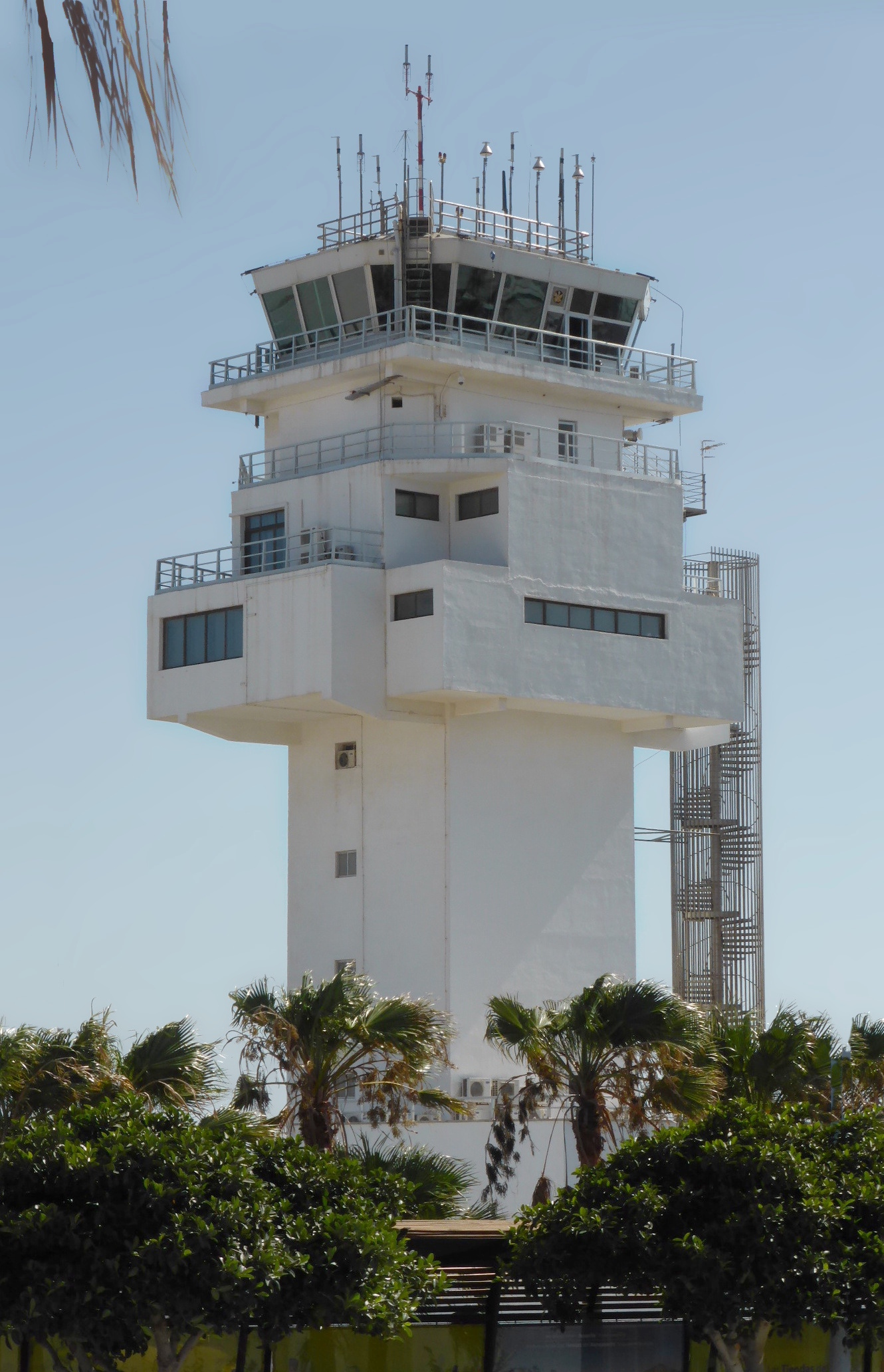
Контрольна вежа

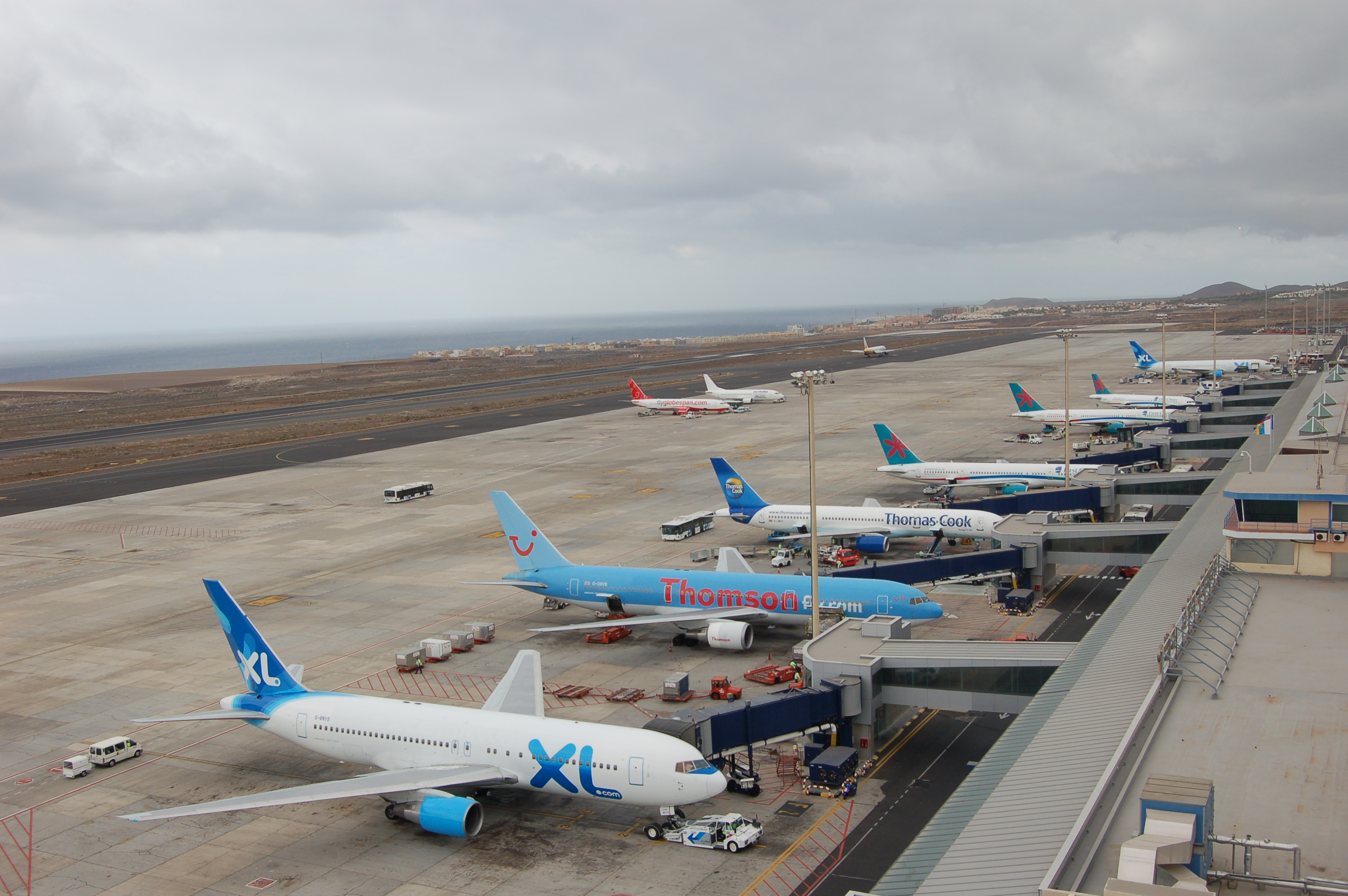
Перон

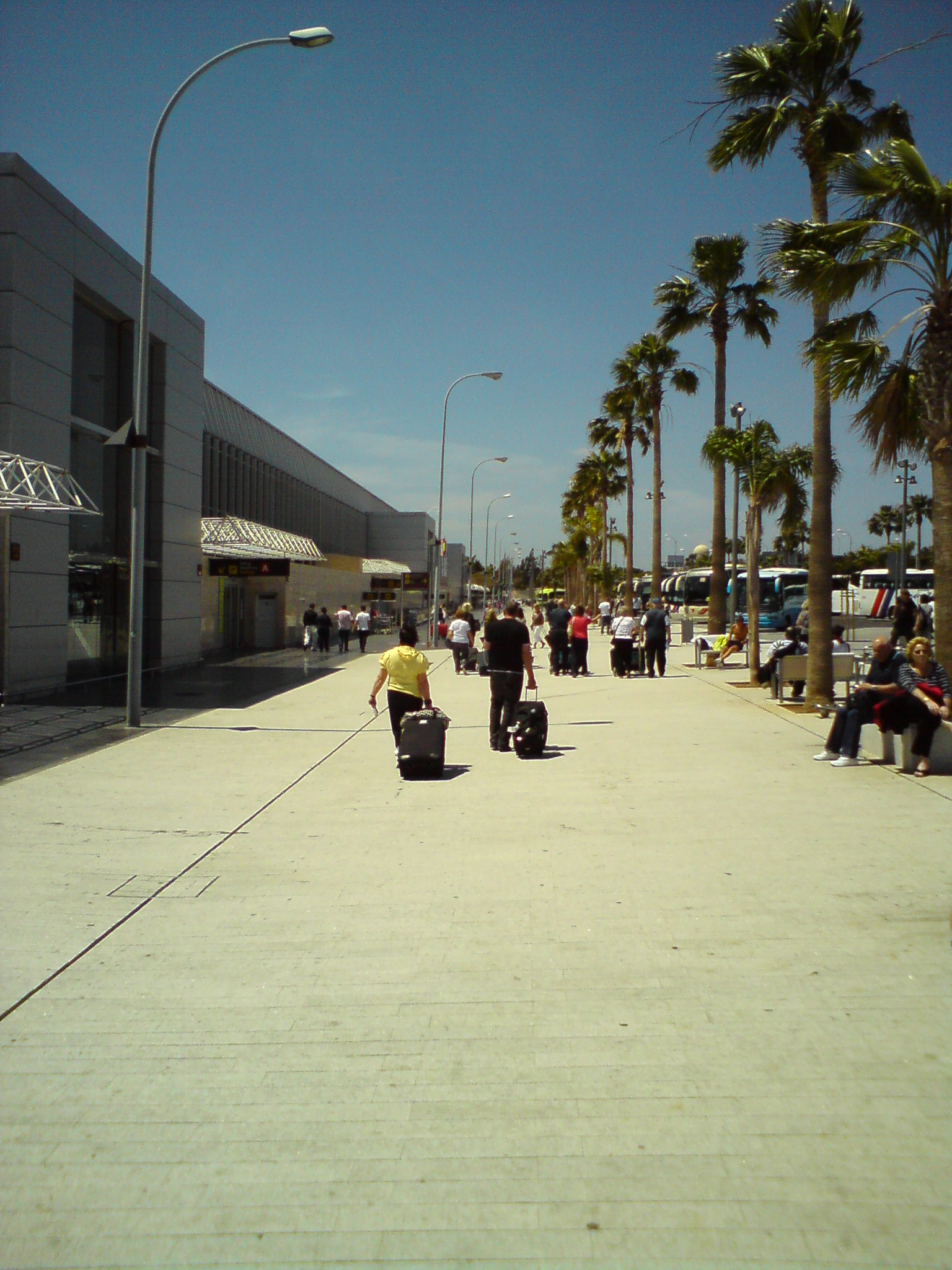
Екстер'єр

| Авіакомпанія                     | Пункт призначення |
| -------------------------------- | --- |
| Aeroflot                         | Москва–Шереметьєво |
| Aer Lingus                       | Дублін Сезонний: Корк |
| Air Europa                       | Аліканте, Астурія, Манчестер, Париж–Орлі, Сантьяго-де-Компостела Сезонний: Валенсія, Більбао |
| Austrian Airlines                | Відень |
| Azur Air                         | Сезонний чартер: Москва–Домодєдово |
| Belavia                          | Сезонний чартер: Мінськ |
| Binter Canarias                  | Гран-Канарія |
| British Airways                  | Лондон–Гатвік, Лондон-Хітроу |
| Brussels Airlines                | Брюссель |
| Condor                           | Берлін–Шенефельд, Дюссельдорф, Франкфурт, Гамбург, Ганновер, Лейпциг/Галле, Манчестер, Мюнхен, Штутгарт |
| Corendon Airlines                | Сезонний: Кельн/Бонн (з 4 травня 2019), Мюнстер/Оснабрюк (з 12 квітня 2019) |
| Corendon Dutch Airlines          | Амстердам |
| easyJet                          | Берлін–Шенефельд, Бристоль, Единбург, Лондон–Гатвік, Лондон–Лутон, Манчестер, Мілан–Мальпенса, Нант (з 2 квітня 2019), Ніцца Сезонний: Амстердам, Лондон–Саутенд, Неаполь, Ньюкасл, Париж–Шарль де Голль |
| easyJet Switzerland              | Базель-Мюлуз-Фрайбург, Женева |
| Edelweiss Air                    | Цюрих |
| Enter Air                        | Катовиці, Познань, Варшава–Шопен |
| Eurowings                        | Берлін-Тегель, Кельн/Бонн, Дюссельдорф Сезонний: Гамбург, Ганновер |
| Finnair                          | Сезонний: Гельсінкі |
| Germania Flug                    | Сезонний: Цюрих |
| Iberia                           | Мадрид |
| Iberia Express                   | Мадрид Сезонний: Ліон |
| Jet2.com                         | Белфаст, Бірмінгем, Східний Мідландс, Единбург, Глазго, Лідс/Бредфорд, Лондон-Станстед, Манчестер, Ньюкасл |
| Jet Time                         | Чартер: Векше |
| Laudamotion                      | Сезонний: Дюссельдорф |
| Lufthansa                        | Сезонний: Мюнхен |
| Luxair                           | Люксембург |
| Neos                             | Болонья, Мілан–Мальпенса, Рим–Ф'юмічіно, Верона Сезонний: Катанія, Неаполь (з 9 липня 2019) |
| Norwegian Air Shuttle            | Більбао (завершення 29 березня 2019), Дюссельдорф, Лондон–Гатвік, Малага, Рим–Ф'юмічіно (завершення 31 березня 2019) Сезонний: Копенгаген, Гетеборг, Гельсінкі, Осло–Гардермуен, Оулу, Стокгольм–Арланда |
| Privilege Style                  | Чартер: Лісабон, Порту |
| Ryanair                          | Барселона, Париж-Бове, Белфаст, Бергамо, Біллунн, Бірмінгем, Болонья, Борнмут, Бристоль, Кардіфф, Корк, Брюссель-Шарлеруа, Кельн/Бонн, Дублін, Східний Мідландс, Единбург, Ейндговен, Франкфурт, Франкфурт–Хан, Краків, Лідс/Бредфорд, Ліверпуль, Лондон–Лутон, Лондон–Станстед, Мадрид, Манчестер, Меммінгем, Ньюкасл, Піза, Глазго-Прествік, Сантандер, Сантьяго-де-Компостела, Севілья, Осло-Торп, Шаннон, Валенсія, Варшава–Модлін, Веце, Вроцлав, Тревізо Сезонний: Копенгаген, Нок, Стокгольм–Скавста, Порту |
| S7 Airlines                      | Москва-Домодєдово |
| SmartWings                       | Прага, Тель-Авів Сезонний: Брно |
| Smartwings Poland                | Сезонний: Варшава–Шопен |
| SkyUp                            | Сезонний: Київ-Жуляни (з 26 квітня 2019) |
| TAP Air Portugal                 | Лісабон (з 15 червня 2019) |
| TAROM                            | Сезонний: Бухарест |
| Thomas Cook Airlines             | Белфаст, Бірмінгем, Бристоль, Східний Мідландс, Глазго, Лондон–Гатвік, Манчестер, Ньюкасл Сезонний: Кардіфф, Лондон–Станстед |
| Thomas Cook Airlines Scandinavia | Чартер: Біллунн, Копенгаген, Гельсінкі, Мальме, Еребру, Осло–Гардермуен, Стокгольм–Арланда |
| Transavia                        | Амстердам, Ейндговен, Роттердам-Гаага Сезонний: Гронінген |
| Transavia France                 | Париж–Орлі |
| TUI Airways                      | Абердин, Бірмінгем, Борнмут, Бристоль, Кардіфф, Донкастер/Шеффілд, Східний Мідландс, Единбург, Ексетер, Глазго, Лондон–Гатвік, Лондон–Лутон, Лондон–Станстед, Манчестер, Ньюкасл, Норидж Сезонний: Белфаст Сезонний чартер: Дублін |
| TUI fly Belgium                  | Брюссель, Брюссель-Шарлеруа, Льєж, Остенде-Брюгге |
| TUI fly Deutschland              | Базель-Мюлуз-Фрайбург, Берлін-Тегель, Кельн/Бонн, Дюссельдорф, Франкфурт, Ганновер, Саарбрюккен, Штутгарт |
| TUI fly Netherlands              | Амстердам Сезонний: Ейндговен, Роттердам |
| Ukraine International Airlines   | Сезонний чартер: Київ-Бориспіль |
| Ural Airlines                    | Сезонний: Ст. Петербург |
| Volotea                          | Бордо, Нант, Тулуза |
| Vueling                          | Барселона, Ліон, Нант, Париж–Орлі, Рим–Ф'юмічіно Сезонний: Ла-Корунья (завершення 26 березня 2019), Аліканте (завершення 31 березня 2019), Гранада (завершення 31 березня 2019), Малага (завершення 31 березня 2019), Севілья (завершення 31 березня 2019), Валенсія (завершення 31 березня 2019), Сарагоса (завершення 31 березня 2019) |
| Windrose Airlines                | Сезонний чартер: Київ-Бориспіль |
| Wizz Air                         | Бухарест, Будапешт, Катовиці, Відень |
| WOW air                          | Сезонний: Рейк'явік |

## Статистика
| Рік  | Пасажирообіг | Вантажообіг (тонн) | Авіатрафік |
| ---- | ------------ | ------------------ | ---------- |
| 2017 | 11.248.882   | 2.797              | 69.846     |
| 2016 | 10.472.713   | 2.809              | 65.882     |
| 2015 | 9.117.514    | 2.844              | 58.462     |
| 2014 | 9.176.235    | 3.378              | 60.290     |
| 2013 | 8.701.728    | 3.394              | 55.987     |
| 2012 | 8.530.729    | 3.906              | 56.210     |
| 2011 | 8.656.487    | 4.480              | 58.093     |
| 2010 | 7.358.986    | 4.294              | 51.858     |
| 2009 | 7.108.055    | 5.371              | 49.779     |
| 2008 | 8.251.989    | 8.567              | 60.779     |
| 2007 | 8.639.341    | 9.168              | 65.036     |
| 2006 | 8.845.668    | 9.415              | 65.774     |
| 2005 | 8.631.923    | 9.770              | 63.649     |
| 2004 | 8.632.178    | 9.218              | 62.824     |
| 2003 | 8.853.036    | 8.775              | 62.506     |
| 2002 | 8.980.465    | 10.770             | 63.527     |
| 2001 | 9.111.065    | 11.469             | 61.055     |
| 2000 | 8.849.129    | 12.020             | 62.096     |